# Posada del Rosario
La Posada del Rosario es un edificio del siglo XVI, declarado monumento histórico-artístico de carácter nacional,  situado en el centro de la ciudad española de Albacete. Es sede de la Real Academia de Medicina de Castilla-La Mancha.

## Historia

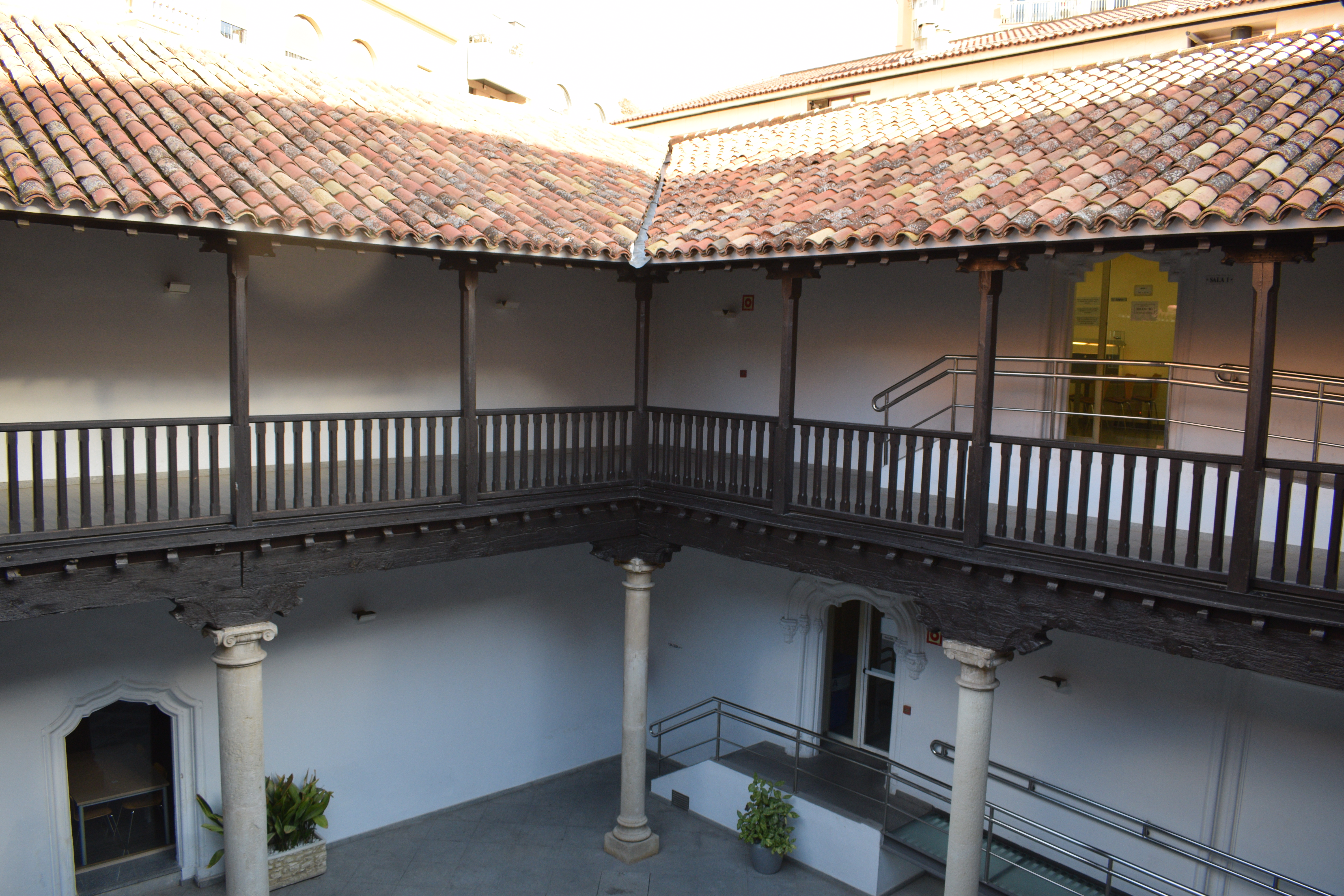
Interior típicamente manchego del edificio

El edificio fue construido en el siglo XVI. Su uso como posada se remonta al siglo XVIII. En origen perteneció a uno de los linajes más destacados de la hidalguía local: el de los Cantos Barnuevo. La vinculación de la propiedad a un mayorazgo y su transmisión a los herederos, los Pando Barnuevo, condicionaron su habitabilidad y su cambio de destino cuando, ya disminuida la familia y reducidos al mínimo los sucesores, se transformó en posada. Gracias a esa adaptación ha llegado a la actualidad, siendo, por otra parte, la única de las antiguas posadas conservada. La investigación sobre la familia propietaria en el siglo XVIII, los Pando o Pando Galiano de Cantos y Cañavate – como también gustan llamarse cuando reciben la herencia de su tío Andrés de Cantos Barnuevo Cañavate en 1760–, ha llevado al mayorazgo heredado por este de su abuelo, Andrés de Cantos, hijo del bachiller Diego de Cantos, sucesor, en 1581, en el mayorazgo instituido por el capitán Andrés de Cantos. 

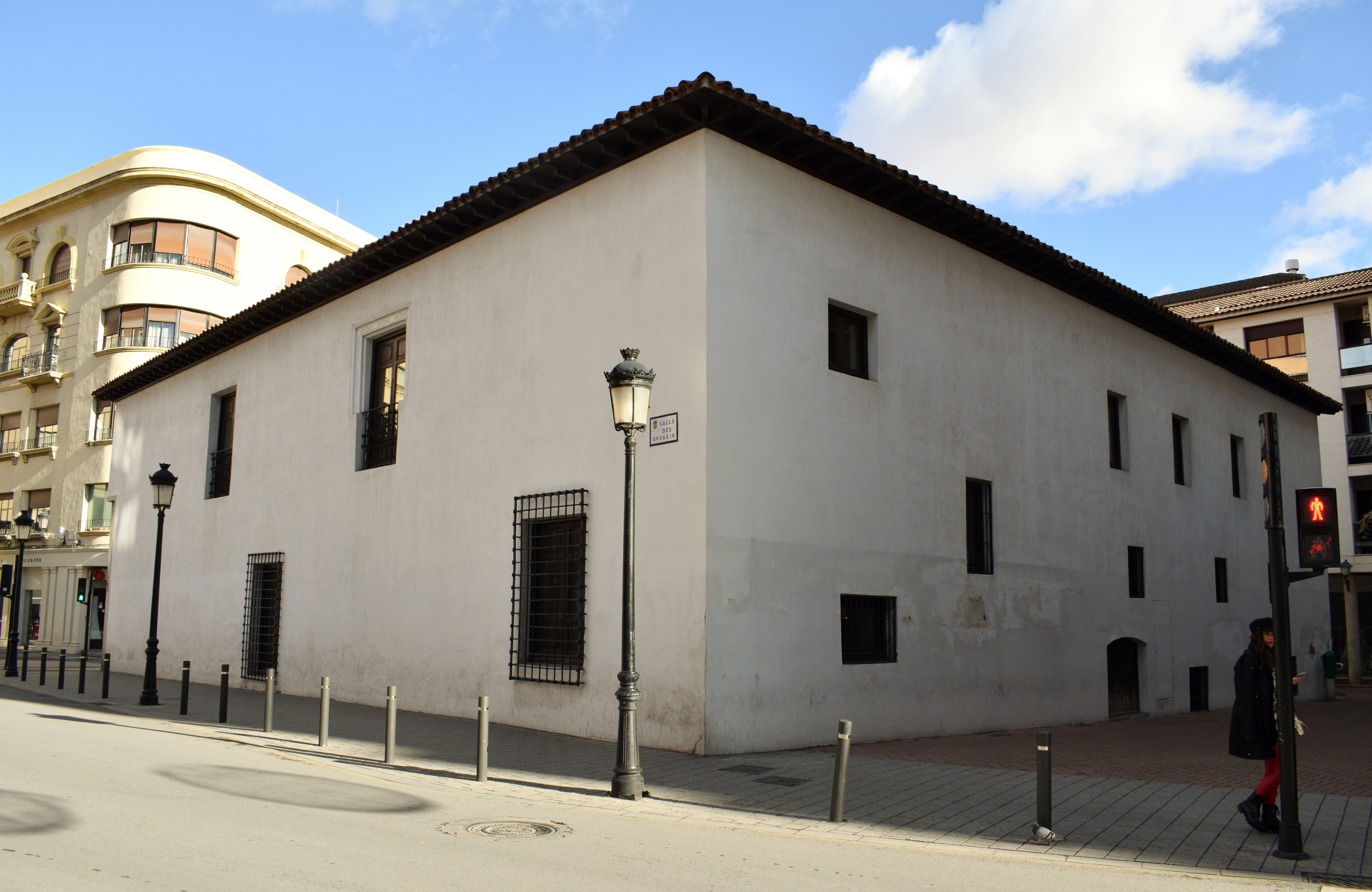
Vista del edificio desde la céntrica calle del Rosario

Entre los bienes de Andrés de Cantos figura una casa que heredó su sobrino, Francisco Javier de Pando Cantos Galiano, que se describe así: «una casa de morada principal, que está en la población de esta villa y hace esquina a la calle que desde la calle Mayor va al Vía Crucis y ermita de Nuestra Señora del Rosario y Santo Sepulcro, quedando la casa a la mano izquierda y a la que desde la plaza pública y calle que llaman de la Caba se lleva a la que llaman del Tinte, plazuela y ermita de San José, contigua esta casa a una huerta para hortaliza propia de estos mayorazgos que está a la parte del camino del Vía Crucis y es muy grande y no confina con otro edificio de casa alguna».[cita requerida]
Francisco Javier de Pando se casó en Chinchilla con Ana María Barnuevo y Robles. El matrimonio tuvo dos hijos, Ángela y Manuel Pando y Barnuevo, bautizado el 4 de julio de 1751. Este último fue quien convirtió la casa heredada de su padre, Francisco Javier de Pando, en posada. La primera mención se halla en los protocolos notariales de 1797, fecha en la que, como propietario, denunció a Santos Corominas, el huésped que la regía desde 1795, por pretender abandonar el negocio antes de la fecha que el uso y la costumbre tenían convenidas.
Tras su cierre como hospedaje a mitad del siglo XX llegó la decadencia del inmueble. La falta de vigilancia –a pesar de ser uno de los edificios históricos de la ciudad– provocó un rápido deterioro y consiguiente expolio. La declaración  de monumento histórico artístico de carácter nacional se logró en 1980 por Real Decreto 808/1980 de 7 de marzo (BOE de 3 de mayo). El inmueble fue objeto de expropiación forzosa por el ayuntamiento en 1986. Aprovechando la restauración del edificio en 1994 se incorporó en un lateral una puerta de acceso a las salas de estudio. Se trata de la portada principal de la llamada «casa de los Picos» (siglos XVI-XVIII) que formaba parte de la desaparecida casa-palacio de los condes de Villaleal en la calle de Gaona, desmontada hacia 1977.

## Características

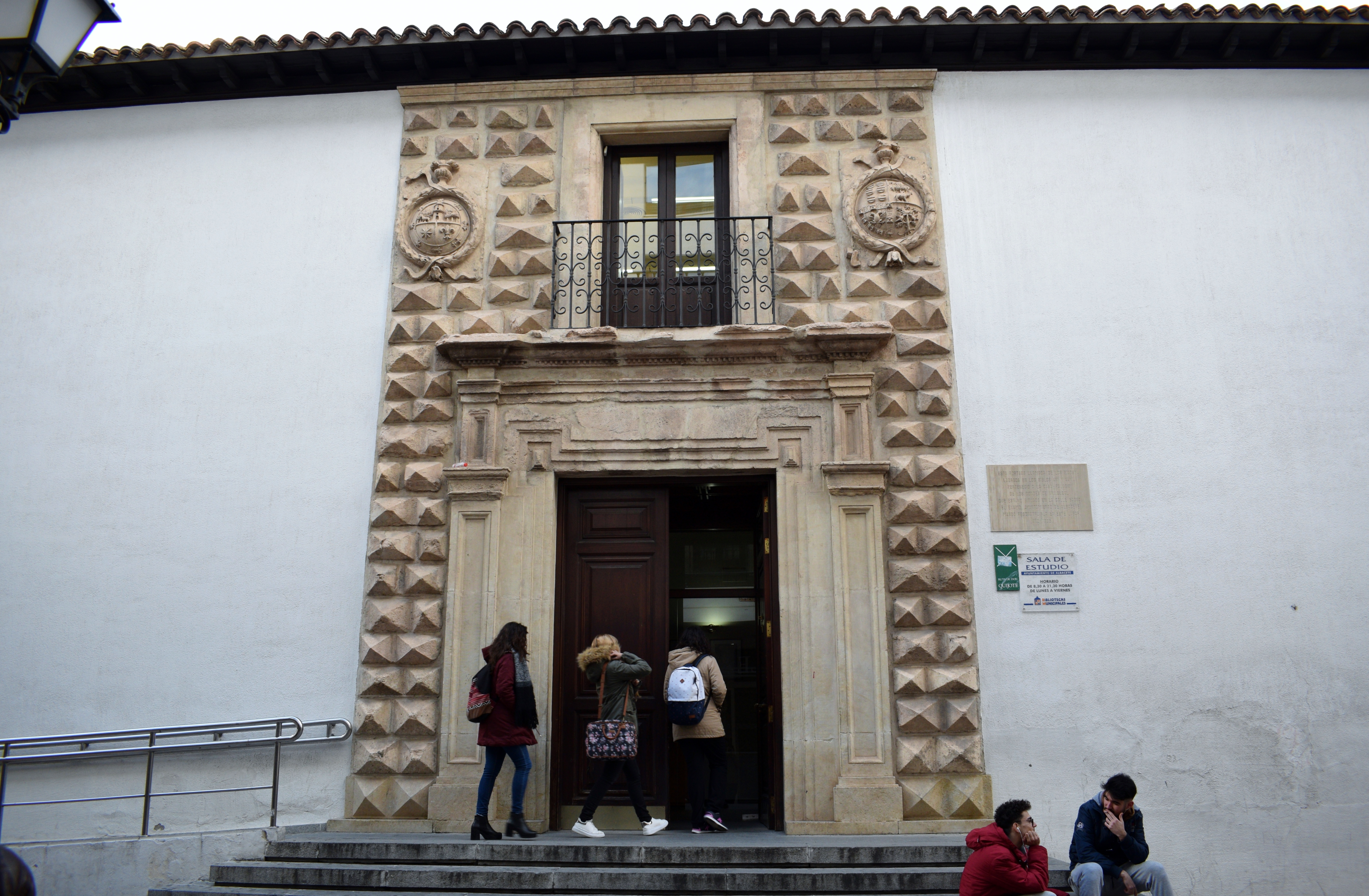
Portada tachonada de picos de la desaparecida casa de los Picos en la fachada este del edificio

De planta cuadrada, rasgos renacentistas y estructura regional popular, posee un amplio patio central y dos plantas, con galerías. 
El edificio es sede de la Real Academia de Medicina de Castilla-La Mancha. Rehabilitado, alberga una sala de estudio con 190 puestos. Temporalmente, el histórico espacio se convierte en escenario teatral como en sus orígenes.